# Русско-византийский договор (1043)
Ру́сско-византи́йский договор 1043 года — международный договор между Киевской Русью и Византией. Регулировал русско-византийские отношения. Он был заключён в июле 1043 года и имел два варианта — один на среднегреческом (не сохранился) и один на старославянском языках. Сохранился в позднейших списках русских летописей, в частности, в «Повести временных лет». Один из древнейших письменных источников по русскому праву.
Договор подвёл итог русско-византийской войне 1043 года. Воевода Вышата был отпущен из плена и вернулся в Киев. Заинтересованность Византии в мире была вызвана новой угрозой её северным границам со стороны печенегов. Русь снова становилась союзником Византии, уже в 1047 году русские отряды сражались в составе её армии против мятежника Льва Торника. Вскоре союз был скреплён браком князя Всеволода Ярославича с византийской царевной, которую русские летописи называют дочерью императора Константина Мономаха (Мономахиня).